# Čin (stát)
Čin (také Jin nebo Čin-guk) byl raný korejský stát doby železné, který se rozkládal v jižní části korejského poloostrova ve 2. a 3. století př. n. l. Na severu sousedil s jiným raným korejským státem – Kočosonem. Poloha jeho hlavního města není známá, nacházelo se někde na jih od řeky Han. Později se rozpadl na Samhan, což byly tři kmenové svazy – Mahan, Pjonhan a Činhan.